# Стрекаловских, Константин Сергеевич
Константин Сергеевич Стрека́ловских (21 января 1991, Шахматова, Курганская область — 18 декабря 2014, Каргапольский район, Курганская область) — российский спортсмен, чемпион мира по гиревому спорту (2012), обладатель мирового рекорда среди юниоров.

## Биография
Константин Сергеевич Стрекаловских родился 21 января 1991 года в деревне Шахматовой Вяткинского сельсовета Каргапольского района Курганской области, ныне деревня входит в Каргапольский муниципальный округ той же области.
С 2003 года занимался гиревым спортом у отца, тренера-преподавателя Сергея Константиновича Стрекаловских на базе Вяткинской общеобразовательной школы. Затем продолжил совершенствование спортивной подготовки в Курганской школе высшего спортивного мастерства. Константин Стрекаловских неоднократно становился чемпионом зимних областных сельских спортивных игр «Зауральская метелица» и летних игр «Золотой колос».
В 2005 году стал серебряным призёром первенства России по гиревому спорту в г. Горно-Алтайске, выполнил норматив кандидата в мастера спорта России по гиревому спорту.
В 2007 году:
- на первенстве Азиатской зоны России среди юношей 1989 г.р. и моложе по гиревому спорту проходившем 11-14 января 2007 г. в г. Новосибирске занял 5-е место в весовой категории до 75 кг. Набрал в сумме 202,0 (толчок 129, рывок 73,0)[4]
- победитель первенства России среди юношей по гиревому спорту, проходившем 1—4 февраля 2007 г. в Калуге в весовой категории св. 70 кг. Набрал в сумме 226,5 (толчок 140, рывок 86,5)[5]
- победитель I открытого европейского юношеского чемпионата по гиревому спорту проходившем в г. Вилспилс (Латвия) в весовой категории св. 70 кг. Набрал в сумме 555 (толчок 334, рывок 221)[6]

В 2008 году:
- победитель первенства России среди юношей, проходившем 18-22 февраля 2008 г. в. г. Уфе в весовой категории до 90 кг. Набрал в сумме 153,5 (толчок 106, рывок 47,5). Выполнил норматив мастера спорта России по гиревому спорту[7].
- победитель первенства Европы и мира среди юношей, проходившем 26—27 апреля 2008 г. в Эстонии в весовой категории св. 85 кг. Набрал в сумме 267 (толчок 164, рывок 103). Команда России так же стала победителем[8]

В 2009 году:
- победитель первенства России среди старших юношей, проходившем 23-27 февраля 2009 г. в г. Заводоуковске в весовой категории до 90 кг. Набрал в сумме 178,5 (толчок 111, рывок 67,5). Результат в толчке по длинному циклу — 61 (победитель). Команда Тюменской области так же стала победителем в классической эстафете и эстафете в толчке по длинному циклу[9].
- победитель открытого чемпионата Европы среди юношей, проходившем 19—22 июня 2009 г. в г. Рига (Латвия) в весовой категории св. 85 кг. Результат в толчке по длинному циклу — 117. Команда России так же стала победителем[10].

В 2010 году:
- победитель первенства Европы среди юниоров, проходившем 15-17 мая 2010 г. в г. Шяуляй (Литва) в весовой категории 95 кг. Набрал в сумме 360 (толчок 136, рывок 224)[11].
- победитель первенства России среди юниоров по гиревому спорту, проходившем 22-27 марта 2010 г. в г. Заводоуковск в весовой категории до 95 кг. Набрал в сумме 195 (толчок 124, рывок 71). Команда Тюменской области так же стала победителем в эстафете в толчке классическом[12].

В 2011 году
- победитель первенства России среди юниоров, проходившем 22-27 марта 2011 г. в г. Брянске в весовой категории до 105 кг. Набрал в сумме 198,5 (толчок 121, рывок 77,5)[13].
- победитель первенства мира по гиревому спорту среди юниоров, проходившем 16-19 сентября 2011 г. в г. Нью-Йорке (США) в весовой категории 105 кг[14]. Установил мировой рекорд среди юниоров.
- 2 место на чемпионате России, проходившем 1-4 июня 2011 г. в г. Тюмени в весовой категории до 105 кг. Набрал в сумме 217,5 (толчок 143, рывок 74,5)[15]. Включён в основной состав сборной России.

В 2012 году
- Приказом Минспорттуризма РФ от 14 февраля 2012 г. № 19-НГ Стрекаловских К. С. присвоено спортивное звание «Мастер спорта международного класса»[16][17].
- победитель чемпионата федеральных округов (УФО, СФО, ДФО) по гиревому спорту, проходившем 14-15 апреля 2012 г. в г.п. Белый Яр Сургутского района в весовой категории до 105 кг. Набрал в сумме 233 (толчок 137, рывок 96)[18].
- победитель первенства Европы среди юниоров, проходившем 17-19 мая 2012 г. в г. Белгород в весовой категории 105 кг[19].
- победитель чемпионата России, проходившем 9-12 июня 2012 г. в г. Оренбурге в весовой категории до 105 кг. Набрал в сумме 246 (толчок 161, рывок 85)[20].
- победитель V Всемирных игр TAFISA, проходивших 6-9 июля 2012 г. в г. Шяуляй, (Литва) в весовой категории 105 кг[21].
- победитель IX Всероссийских летних сельских спортивных игр, проходивших 13-17 июля 2012 г. в г. Чебоксары в весовой категории 105 кг. Набрал в сумме 316 (толчок 205, рывок 111)[22][23].

В 2013 году:
- победитель VI Всероссийских зимних сельских спортивных игр, проходивших 1-3 марта 2014 г. в г. Красноярске в весовой категории до 105 кг. Набрал в сумме 296,5 (толчок 185, рывок 111,5)[24].
- победитель Открытого Кубка Вооруженных Сил РФ по гиревому спорту памяти Героя Советского Союза генерал-полковника В. К. Пикалова, проходившем 26-29 апреля 2013 г. в г. Челябинске в весовой категории до 105 кг. Набрал в сумме 227 (толчок 145, рывок 82)[25].
- победитель Открытого чемпионата Европы среди юниоров, взрослых, ветеранов, проходившем 23-27 мая 2013 г. в г. Уэксфорде (Ирландия) в весовой категории ProfessionalMen свыше 95 кг. Набрал в сумме 247 (толчок 157, рывок 90)[26][27].
- победитель чемпионата России по гиревому спорту, проходившем 11-12 июня 2013 г. в г. Омске в весовой категории до 105 кг. Набрал в сумме 244 (толчок 153, рывок 91)[28].
- Был удостоен высокой чести стать одним из факелоносцев эстафеты олимпийского огня зимних Олимпийских игр 2014 года в г. Кургане 15 декабря 2013 года[29], но это почётное право он уступил своему младшему брату, мастеру спорта по гиревому спорту, судебному приставу Николаю Стрекаловских[30].

Окончил факультет физической культуры Шадринского государственного педагогического института.
Окончил Тюменский государственный университет, институт физической культуры.
Работал судебным приставом по обеспечению установленного порядка деятельности судов Управления Федеральной службы судебных приставов Российской Федерации по Курганской области
Врачи обнаружили у него рак крови, пыталась вылечить в Израиле, но это не удалось.
Константин Сергеевич Стрекаловских скончался 18 декабря 2014 года. Прощание состоялось в пятницу, 19 декабря 2014 года, в спортивном комплексе Каргапольской ДЮСШ. У него остались жена и годовалый сын.

## Награды и премии
- Благодарственное письмо Департамента сельского хозяйства и перерабатывающей промышленности Курганской области и денежная премия Управления по физической культуре, спорту и туризму Курганской области (награждение по итогам V областных зимних спортивных игр «Зауральская метелица»), 2011 год[35]

## Память
- Муниципальное казенное учреждение дополнительного образования «Каргапольская детско-юношеская спортивная школа им. К.С. Стрекаловских»[36].
- Турнир по гиревому спорту в рамках Курганской областной спартакиады физкультурно-спортивного общества «Динамо», Курган, апрель 2016 года[37].
- Открытый Чемпионат Курганской области по гиревому спорту памяти МСМК Константина Стрекаловских, Каргаполье, январь 2019 года[38].
- Открытый Чемпионат Курганской областной организации ОГО ВФСО «Динамо» по гиревому спорту памяти Константина Стрекаловских, Курган, апрель 2019 года[39].